# Symfonie nr. 40 (Mozart)
Symfonie nr. 40 in g mineur, KV 550, is een symfonie van Wolfgang Amadeus Mozart. Hij voltooide het stuk op 25 juli 1788.

## Orkestratie
De symfonie is geschreven voor:
- Fluit.
- Twee hobo's.
- Twee klarinetten (toegevoegd in een latere versie).
- Twee fagotten.
- Twee hoorns.
- Strijkers.

Trompetten en pauken ontbreken in deze symfonie.

## Delen
De symfonie bestaat uit vier delen:
1. Molto Allegro.
2. Andante.
3. Menuetto en trio.
4. Allegro assai.

Alle delen uitgezonderd het derde zijn geschreven in sonatevorm. Het menuet en trio is gecomponeerd in de gewoonlijke ternaire vorm.
Het eerste deel begint donker, niet met het eerste thema maar met de begeleiding door de lage strijkers en een dubbele partij voor de altviool.
De techniek om een werk te starten met de begeleiding werd later door Mozart nog gebruikt in zijn laatste pianoconcerto (kv 595) en werd veelvuldig gebruikt door Romantische componisten.
Het eerste thema is als volgt: 
Het tweede deel is een lyrisch deel in 6/8 maat, in mi mol groot. De subdominant toonaard van de sol klein toonaard van de symfonie.
Het menuet begint met een geaccentueerde hemiool als ritme in paar van drie maten. Verschillende analisten beweren dat alhoewel de muziek het opschrift 'menuet' draagt het nauwelijks geschikt is voor het dansen. In het contrasterende trio deel, in Sol groot, wisselen de strijkers af met de blazers.
Het vierde deel begint met snel stijgende noten die de tonicadrieklank illustreren wat gewoonlijk wordt benoemd als een Mannheimer rakete. Het laatste deel is grotendeels geschreven in frases van acht maten met naar het einde toenemende ritmische haaksheid zoals gewoon was in de klassieke periode. Een opmerkelijk modulerende passage, aan het begin van de doorwerking, waarin elke noot van de chromatische toonladder buiten één gespeeld wordt, destabiliseert sterk het tonicagevoel.
De symfonie duurt ongeveer 28 minuten.

## Onthaal
De symfonie ontlokte uiteenlopende interpretaties van analisten. Robert Schumann bekeek het als 'Griekse lichtheid en genade'. Donald Francis Tovey zag het in het karakter van de opera buffa. De meest voorkomende interpretatie van vandaag is dat de symfonie tragisch is van toon en intens emotioneel.
Ook al verschillen de interpretaties, de symfonie is ongetwijfeld een van Mozarts meest bewonderde werken en het wordt vaak uitgevoerd en opgenomen.

## Invloed
Ludwig van Beethoven kende de symfonie heel goed. Hij kopieerde 29 maten van de partituur in een van zijn schetsboeken. Men denkt dat de opening van het laatste deel Beethoven geïnspireerd heeft in het componeren van het derde deel van zijn vijfde symfonie.
In de jaren 1860, kwam componist Johannes Brahms in het bezit van de originele score van Mozart: 'de kroon van zijn manuscriptencollectie'.

## Media
De volgende bestanden bevatten een digitale opname van een uitvoering van symfonie nr. 40 van het Fulda Symphonic Orchestra. De uitvoering vond plaats op 18 maart 2001 in de Orangerie in Fulda, Duitsland.
| 1. Molto allegro   |
| 2. Andante         |
| 3. Menuetto - Trio |
| 4. Allegro assai   |

Symfonie nr. 40 uitgevoerd door Dreamworld 

## Waldo de los Ríos
In 1971 bewerkte de Argentijnse componist en arrangeur en orkestleider Waldo de los Ríos het eerste gedeelte en haalde daarmee met zijn Manuel de Falla Orchestra de hitparades van diverse landen. De officiële titel was Mozart Symphony No. 40 in G Minor KV 550 (First Movement) allegro molto. Dit was de een van de langste titels die ooit in de Nederlandse Top 40 heeft gestaan. Het nummer stond in april 1971 drie weken op de eerste plaats. Het gebeurt zelden dat een klassiek werk succesvol tot een internationale hit in de lichte muziek wordt bewerkt.